# UD Trucks

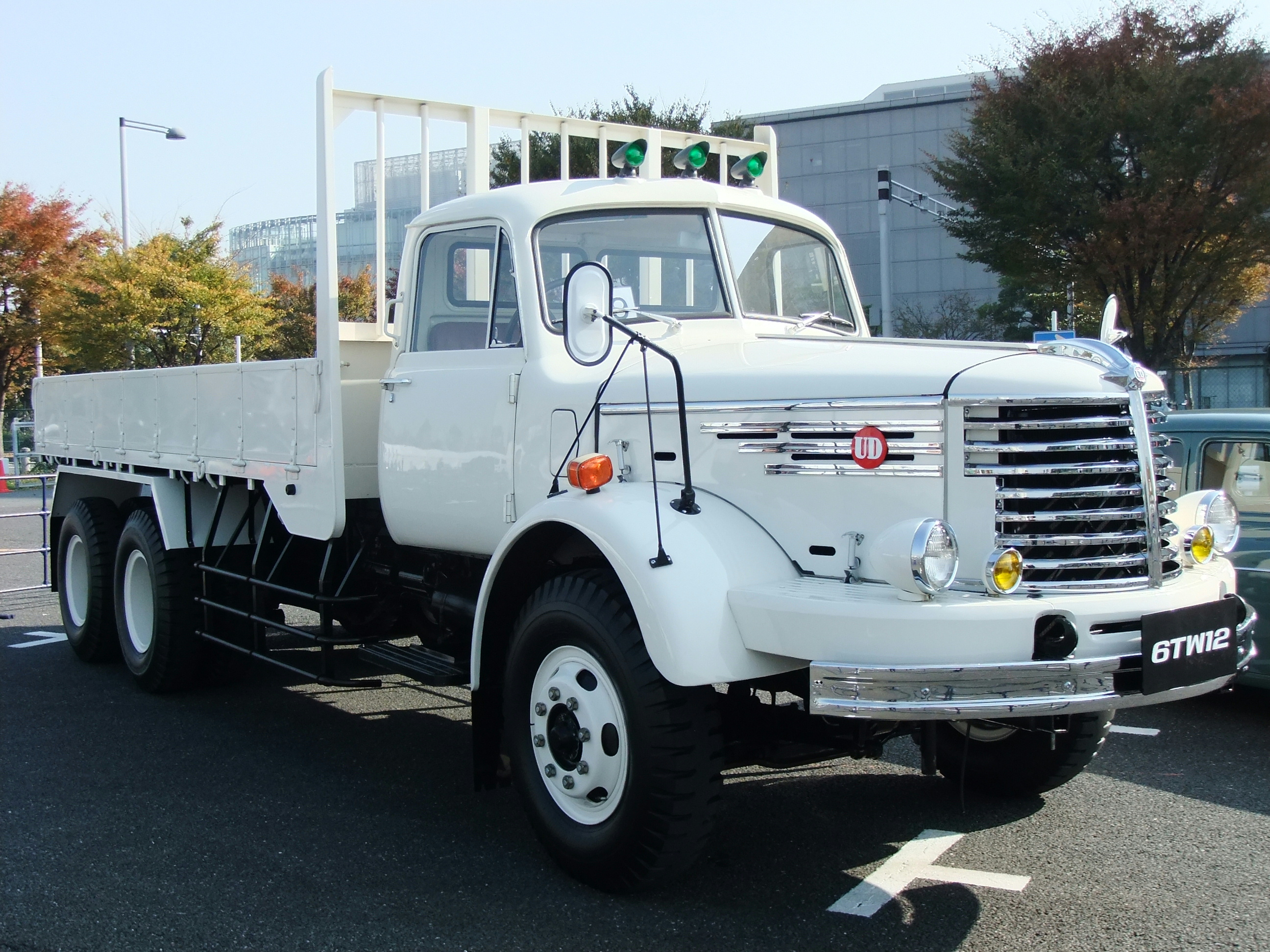
Nissan Diesel 6TW12

UD Trucks Corporation (UD ト ラ ッ ク ス 株式会社, UD Torakkusu Kabushikigaisha) è un'azienda giapponese produttrice di camion, autobus e veicoli industriali con sede a Ageo, Saitama, in Giappone.
Nel 2007 divenne una controllata di Volvo Group. Dal 2021 appartiene ad Isuzu Motors.
Fino al 2010 l'azienda era conosciuta come Nissan Diesel.
Il nome UD era originariamente utilizzato per indicare il motore Uniflow Diesel, sviluppato nel 1955; oggi invece UD è acronimo di “Ultimate Dependability” (traducibile in “massima affidabilità”).

## Storia
Nel 1935 fu fondata la Nihon Diesel Industries, Ltd, a Kawaguchi, in Giappone, nella periferia di Tokyo. L'azienda ha avviato la produzione di motori diesel a 2 tempi della serie KD. Nel 1940 iniziò la produzione degli autocarri della serie TT6 con carico utile di 4,5 tonnellate e inizió lo sviluppo dei camion della serie TN93 con carico utile di 7,5 tonnellate (all’epoca era la più grande capacità di carico utile nel mercato giapponese) e dei primi autobus della serie BR3 monoscocca con motori montati sul retro. Nel 1946 il nome dell'azienda cambiò in Minsei Industries, Ltd.
Nel 1950 Minsei Diesel Industries, Ltd. è stata scorporata da Minsei Industries e nel 1955 è nato il primo motore diesel a due tempi della famiglia UD acronimo di Uniflow Diesel. 
I motori UD erano disponibili in varie configurazioni e potenze e vennero installati su camion e autobus nella variante UD3 erogante 81 kW (110 CV), UD4 da 110 kW (150 CV) e la più potente UD6 da 230 CV. Nel 1957 iniziò lo sviluppo dei primi autobus giapponesi a sospensione pneumatica della serie RFA e dei camion della serie 6TW10 con carico utile da 10 tonnellate chiamati "Jumbo" nei mercati esteri. 

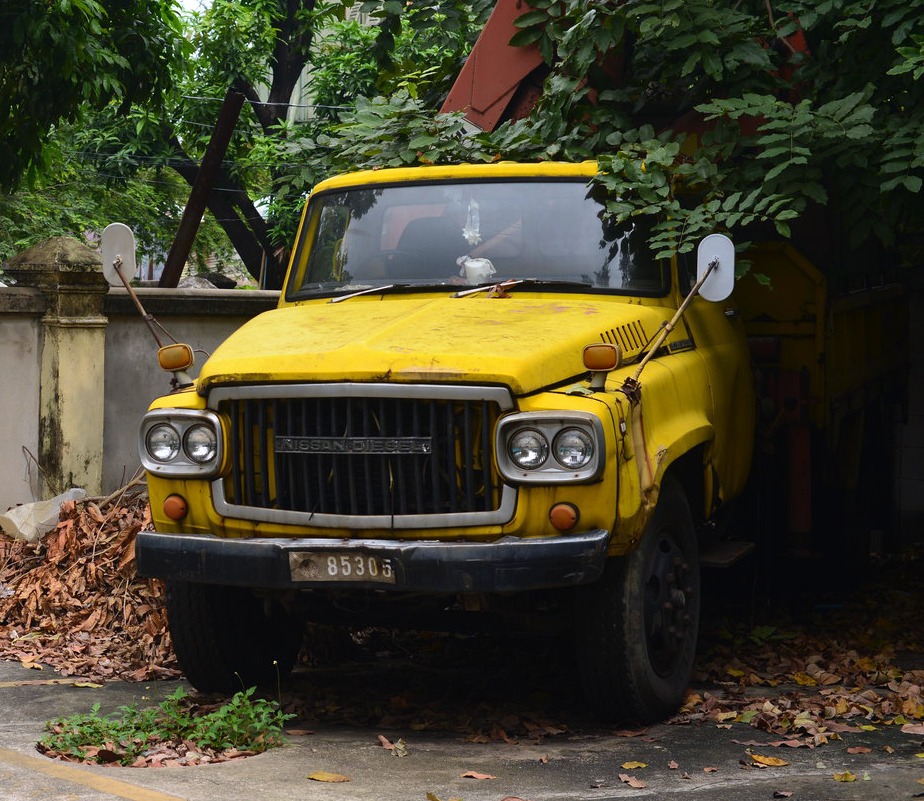
Nissan Diesel 780

Nel 1960 il nome dell'azienda fu nuovamente cambiato, questa volta in Nissan Diesel Motor Co., Ltd. Vennero introdotti anche camion a controllo avanzato e trattori. Nel 1963 ci fu la produzione iniziale della compatta a 4 tempi 40 kW (55 CV) SD20 e Motori diesel SD22 da 44 kW (60 CV). Sono state introdotte anche serie di autocarri con gru da 70 a 80 tonnellate. Il 1969 ha visto l'introduzione del 4 tempi 136 kW (185 CV) PD6 e 99 Motori diesel kW (135 CV) ND6 per veicoli pesanti. I prodotti diesel sono stati venduti in Giappone in un canale di vendita di concessionari separato chiamato Nissan Diesel. Nel 1969, la serie 780 sostituì l'autocarro con cofano della serie 680.
Nel 1971 arrivò la pesante Nissan Diesel serie C, sostituita dalla seconda generazione nel 1979. Il 1972 vide la commercializzazione della V-type 206 kW (280 CV) RD8 e 257 Motori diesel kW (350 CV) RD10. Nel 1973 furono prodotti autocarri leggeri per la Nissan Motor Company.
Nel 1982 ci fu l'introduzione della nuova cabina di comando in avanti per i camion della serie CWA52 / 45 (venduti come Nissan Diesel Resona in Giappone), i trattori della serie CKA-T e gli ultramoderni U (A) 21, U (A) 31, autobus della serie RA51. Nel 1985 l'azienda disponeva di un'ampia gamma di autocarri leggeri, medi e pesanti, nonché di autobus e veicoli speciali come i trasportatori per gru. Nel 1989 c'è stato un accordo con Iveco in Italia per lo sviluppo congiunto di motori diesel a basso inquinamento.
Nel 1992 Nissan Diesel Philippines Corp. ha iniziato a produrre autobus di lusso in collaborazione con Jonckheere Bus &amp; Coach NV / SA del Belgio. Nel 1995 Nissan Diesel ha prodotto i suoi due milionesimi veicoli dall'inizio della produzione nel maggio 1950. Il 1996 ha portato alla costituzione di PT Astra Nissan Diesel Indonesia, una società in joint venture con Marubeni Corporation e Astra International, e Dongfeng Nissan Diesel Motor Co., Ltd, una joint venture con Sumitomo Corporation e Dongfeng Motor Corporation.
Nel 2000 Nissan Diesel ha introdotto nuovi autocarri pesanti in Giappone e nei paesi asiatici. Ha inoltre acquisito l'attività di vendita da Nissan Diesel Sales Co., Ltd. Nel 2003, Nissan Motor e Nissan Diesel hanno raggiunto un accordo di base su una joint venture per autocarri leggeri. C'è stata anche la firma del contratto di assistenza allo sviluppo per la sospensione pneumatica degli autobus con la cinese Dongfeng Motor Corporation.
Nissan Diesel è stata acquistata dal Gruppo Volvo nel 2007, diventando una sussidiaria. Dopo la transazione tra Nissan Motor e Volvo, le relazioni commerciali di Nissan Diesel con Nissan Motors sono continuate normalmente e i marchi Nissan Diesel e UD sono rimasti invariati. Volvo ha anche acquisito la divisione camion della Renault nel 2001.
A partire dal 2007, è entrato in vigore l'accordo di fornitura OEM tra Nissan Diesel e Mitsubishi Fuso Truck e Bus Corporation, con entrambe le società che si fornivano motori a vicenda per l'utilizzo in nuovi autobus e si rifornivano reciprocamente alcuni autobus con il badge del partner. 

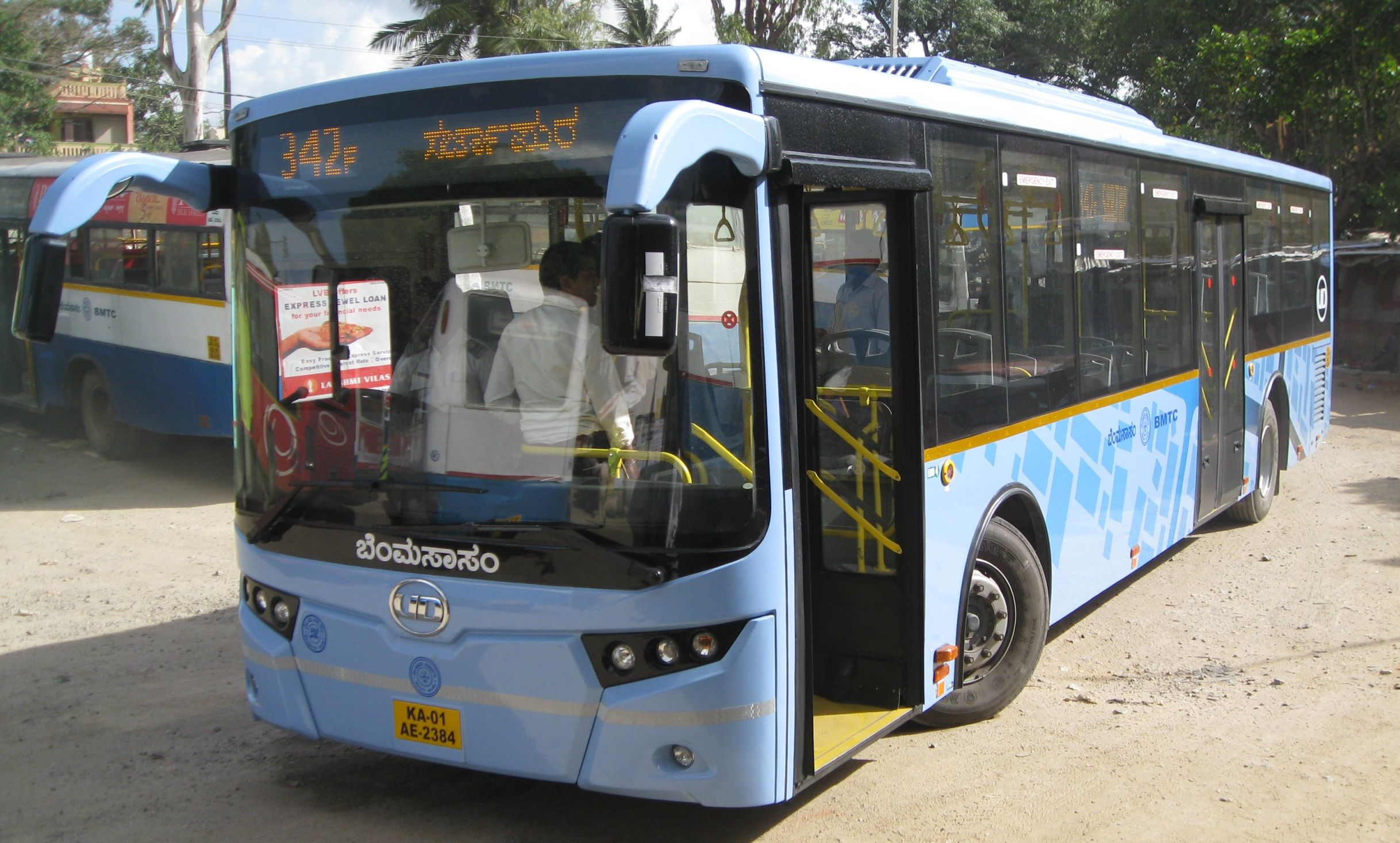
Un autobus Volvo UD in prova corre a Bangalore, in India

Il 1º febbraio 2010, Nissan Diesel ha cambiato il proprio nome in UD Trucks. Allo stesso tempo Nissan Diesel Trucks Japan, una società di vendita di proprietà al 100% di UD Trucks in Giappone, ha cambiato il proprio nome in UD Trucks Japan.
Il 12 settembre 2012, UD Trucks of North America ha annunciato che non farà più parte del mercato dei camion nordamericani. Le ragioni addotte per questa decisione erano una combinazione di fattori, tra cui la continua contrazione del segmento di mercato della cabina sul motore e l'accelerazione dei costi della conformità normativa.
Nel 2013, UD Trucks ha lanciato a Bangkok l'UD Quester, un nuovo camion pesante per i paesi in via di sviluppo.
Nel 2014, UD Trucks si è fusa con UD Trucks Japan. Nello stesso anno, Volvo Buses ha iniziato a commercializzare autobus UD in India. Il primo modello per quel mercato, l'UD SLF, è stato introdotto nel 2015.
Nel 2015, UD Trucks ha rinnovato la sua sede centrale ad Ageo.
Nel 2016, UD Trucks ha iniziato a vendere il Kazet, un nuovo veicolo leggero per il mercato giapponese fornito da Mitsubishi Fuso. Nel dicembre dello stesso anno, ha venduto la sua partecipazione in Dongvo (in precedenza Dongfeng Nissan Diesel), una joint venture con Dongfeng Motor Group, che è stata ribattezzata Dongfeng Nengdi.
Nel 2017, UD Trucks ha lanciato nuove versioni dei camion Quon e Condor. Il Condor, un autocarro di media portata, è fornito da Isuzu nell'ambito di un accordo OEM, principalmente per il mercato giapponese. L'azienda ha anche lanciato un nuovo Croner e il Kuzer leggero, entrambi destinati ai paesi in via di sviluppo.
A dicembre 2019 Volvo ha firmato un memorandum d'intesa non vincolante per formare un'alleanza strategica con Isuzu. Come parte dell'accordo, Volvo prevede di trasferire eventualmente UD Trucks a Isuzu.
Nell’aprile 2021 UD Trucks viene acquisita ufficialmente da Isuzu.